# セット・ユア・ハート
「セット・ユア・ハート」 (Set Your Heart) は、シンディ・ローパーが2008年にリリースしたシングル。

## 概要
「セット・ユア・ハート」は金城武出演のトヨタ「MARK X Zio」 のCMソングとして同年の1月からオンエアされていた。2009年には「ガールズ・ジャスト・ワナ・ハヴ・ファン」とマッシュアップした「ガールズ・ジャスト×セット・ユア・ハート～ファン&フリー・マッシュアップ」がCDシングルとしてリリースされた。

## トラックリスト

### ガールズ・ジャスト×セット・ユア・ハート～ファン&フリー・マッシュアップ
1. ガールズ・ジャスト×セット・ユア・ハート～ファン&フリー・マッシュアップ
2. セット・ユア・ハート（エクステンデッド・ミックス）